# Ioana Iacob
Pour les articles homonymes, voir Ioana et Iacob.
Ioana Iacob, née le 24 février 1980 à Timișoara, est une actrice roumaine appartenant à la minorité linguistique allemande.

## Filmographie
- 2007 : Der geköpfte Hahn (de) : Alfa Sigrid Binder
- 2007 : Bukarest Fleisch (téléfilm) : Nichita
- 2010 : Im Angesicht des Verbrechens (de) (série télévisée) : Larissa (5 épisodes)
- 2010 : Manusi Rosii : Anemarie Schnemund
- 2010 : Nachtschicht (de) (série télévisée) : Irina Stolpovskaja
- 2013 : SOKO Kitzbühel (de) (série télévisée) : Nadia Kowalczyk
- 2014 : Alerte Cobra (Alarm für Cobra 11  Die Autobahnpolizei) (série télévisée) : Felicia Dumitrescu
- 2015 : Meander (court métrage)
- 2016 : Dengler (série télévisée) : Mara
- 2018 : Peu m'importe si l'Histoire nous considère comme des barbares : Mariana
- 2021 : Thomas le dissident (Lieber Thomas) d'Andreas Kleinert (de)